# Carl Bildt

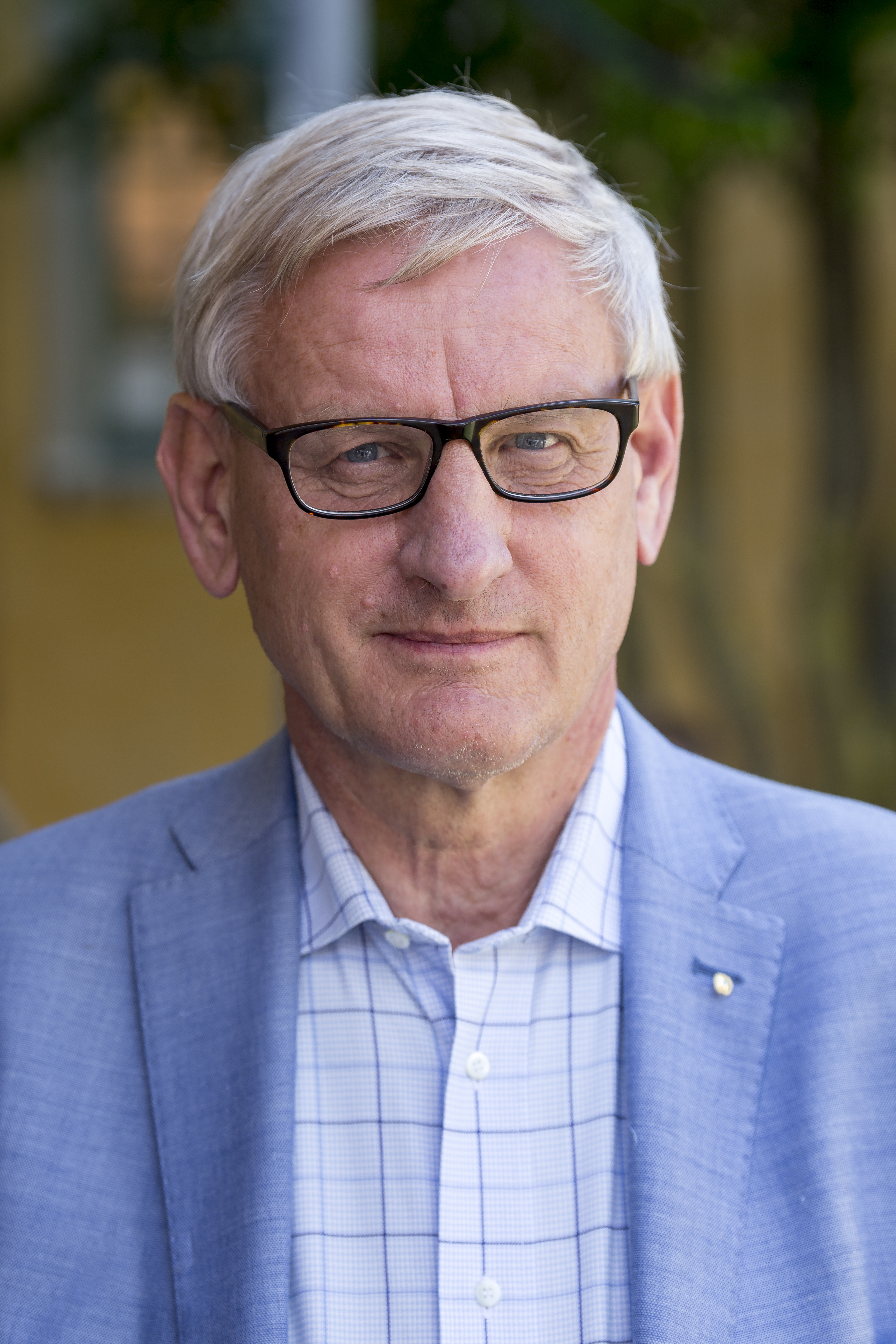
Carl Bildt (2016)

Nils Daniel Carl Bildt [ˌkɑːɭ ˈbilt]  (* 15. Juli 1949 in Halmstad) ist ein schwedischer Politiker der Moderata samlingspartiet. Er war von 1991 bis 1994 Ministerpräsident von Schweden, nach dem Dayton-Abkommen von 1995 bis 1997 Hoher Repräsentant für Bosnien und Herzegowina und von 2006 bis 2014 schwedischer Außenminister.

## Leben und Wirken

### Herkunft und Familie

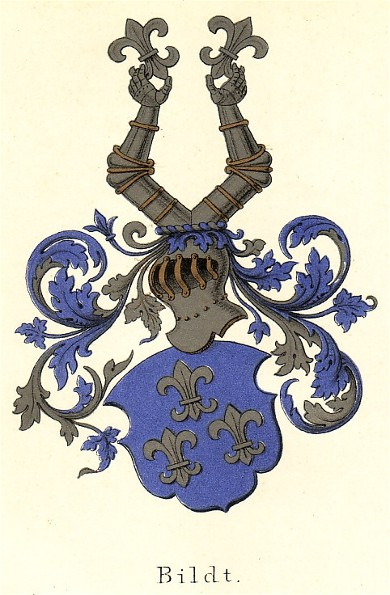
Wappen der Familie Bildt.

Carl Bildt stammt aus einer norwegisch-dänisch-schwedischen Adelsfamilie. Er ist der Sohn eines Ministerialbeamten und einer Verbandssekretärin, außerdem Ururenkel des 1864 zum Freiherrn erhobenen Ministerpräsidenten Gillis Bildt.
Bildt ist in dritter Ehe mit der ehemaligen Diplomatin Anna Maria Corazza Bildt, die 2009–2019 Mitglied des Europäischen Parlaments war, verheiratet und hat drei Kinder.

### Ausbildung und frühe politische Aktivitäten
In Verbindung mit einem landesweiten Lehrerstreik im Jahr 1966 hatte Bildt seinen ersten Fernsehauftritt. Als Schulsprecher organisierte er teilweise von Schülern gehaltenen Unterricht. In der gleichen Zeit war er Mitglied des Vorstandes der schwedischen Schülerrats-Organisation.
Bildt studierte an der Universität Stockholm Philosophie und Staatswissenschaften, jedoch ohne jemals einen akademischen Grad zu erhalten.
Er wurde 1973 Vorsitzender des Studentenverbandes FMSF der konservativen Moderaten Sammlungspartei. Er engagierte sich auch früh in der europäischen Studentenpolitik und war von 1974 bis 1976 Vorsitzender von European Democrat Students.

### Parteikarriere und Ämter

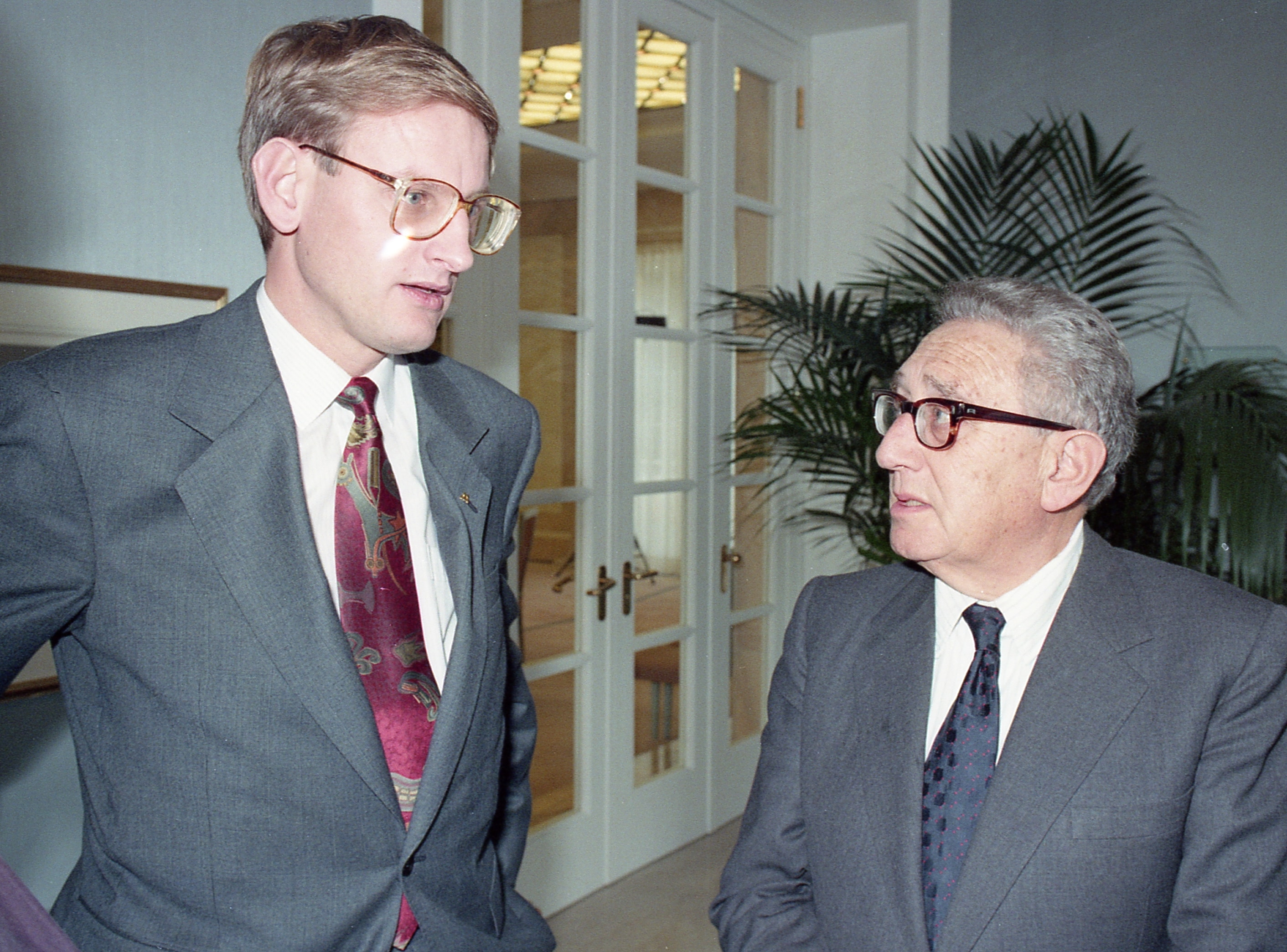
Carl Bildt mit Henry Kissinger (1991)

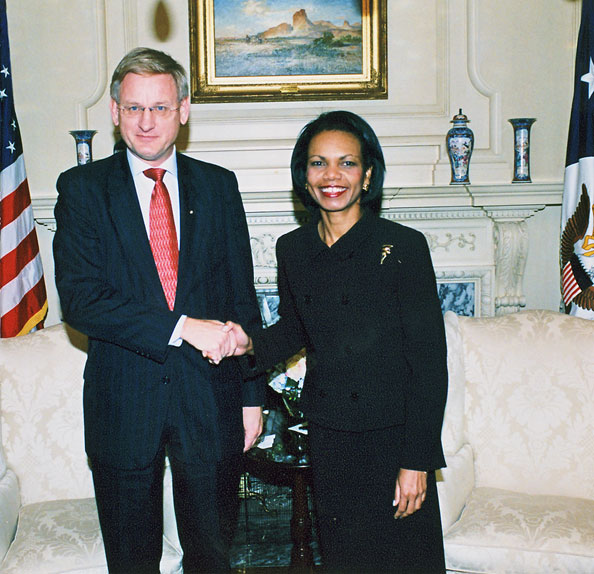
Carl Bildt mit Condoleezza Rice (2006)

Von 1973 bis 1976 war er Parteisekretär der Moderaten, mit deren langjährigem Vorsitzenden Gösta Bohman, seinem zeitweiligen Schwiegervater, ihn ein enges Vertrauensverhältnis verband. Zwischen 1976 und 1981 war er Mitarbeiter der bürgerlichen Koalitionsregierungen, unter anderem ab 1979 als Staatssekretär. 1979 zog er erstmals als Abgeordneter in den Reichstag ein. Er war Sprecher seiner Partei für Außen- und Sicherheitspolitik im Reichstag und wurde als solcher 1981 in die U-Boot-Kommission berufen, die zu untersuchen hatte, wie wiederholt unbemerkt fremde U-Boote in schwedische Hoheitsgewässer vor der Marinebasis Karlskrona einlaufen konnten.
1986 wurde er zum Parteivorsitzenden der Moderaten Sammlungspartei gewählt, deren Position als größte bürgerliche Partei er ausbaute. In der Parlamentswahl am 15. September 1991 erreichte sie 21,9 % der Wählerstimmen; Bildt wurde schwedischer Ministerpräsident. Er bildete eine Koalitionsregierung mit den drei anderen bürgerlichen Parteien. Nach der Wahlniederlage 1994 wurde sie von einer sozialdemokratischen Minderheitsregierung abgelöst. In weiterer Folge warb er vor allem für einen EU-Beitritt Schwedens, der 1995 erfolgte. Nach den Verlusten in der Wahl von 1998 trat Bildt 1999 als Parteivorsitzender zurück und widmete sich internationalen Aufgaben.
Vom 14. Dezember 1995 bis zum 18. Juni 1997 war Bildt der (erste) Hohe Repräsentant für Bosnien und Herzegowina (Nachfolger: Carlos Westendorp); von 1999 bis 2001 war er UN-Sonderbeauftragter für den Balkan.
Nach dem Sieg der Moderaterna und ihrer Verbündeten (Allianz für Schweden) bei der Reichstagswahl 2006 kehrte Bildt überraschend in die schwedische Politik zurück. Sein Parteikollege Fredrik Reinfeldt wurde Ministerpräsident und ernannte Bildt am 6. Oktober 2006 zum Außenminister (siehe Regierung Reinfeldt).
Als Schweden im zweiten Halbjahr 2009 turnusgemäß die schwedische EU-Ratspräsidentschaft innehatte, war Bildt Präsident des Rats der Europäischen Union. Nach der Niederlage der Mitte-rechts-Koalition bei der Wahl 2014 endete Bildts Amtszeit als Außenminister am 3. Oktober 2014.

## Sonstiges
Im Mai 2010 war Bildt einer von über 100 Unterzeichnern eines offenen Briefs, in dem Politiker und Intellektuelle aus Europa und den USA Wladimir Putin vorwarfen, Russland in eine Diktatur zu führen.
Trotz seiner kritischen Haltung gegenüber Russland und insbesondere Putins Ukrainepolitik wurde er im Mai 2015 Berater eines russischen Unternehmens, des Energieunternehmens „Letter One“ des Oligarchen Michail Fridman berufen. Fridman, der durch Kontakte zum Westen Distanz zum Kreml sucht, erklärte seine Wahl damit, dass Bildt dem Unternehmen bei der Entwicklung seiner Öl- und Erdgasgeschäfte behilflich sein soll.
Zur gleichen Zeit nahm Bildt die Aufnahme in einer Internationalen Beratergruppe des ukrainischen Präsidenten Petro Poroschenko an.